# Patrick Watson (músico)
Patrick Watson  (8 de octubre de 1979) es un cantante y compositor canadiense. También se refiere a la banda del mismo nombre formada por Watson, cuya mezcla de pop cabaret y las influencias de la música clásica con el rock independiente ha sido comparado con Rufus Wainwright, Andrew Bird, Nick Drake, Jeff Buckley y Pink Floyd por su manejo de la música experimental. El álbum de Patrick Watson Cerca del paraíso  fue galardonado con el Premio Polaris Music en 2007.

## Primeros años
Nació en Lancaster, California y creció en Hudson, Quebec, Asistió a la universidad Lower Canada College Mientras vivía en Hudson, Quebec, Watson trabajó como analista de agua de piscinas y bañeras de hidromasaje y en Piscines et Spas Hudson, donde era conocido por sugerir que el agua debería ser desechado debido a que "El contenido del semen era demasiado alto." Comenzó su carrera musical en la escuela secundaria como un miembro de una banda de ska llamada Gangster Polítics. Patrick Watson estudió música en el Vanier College en Montreal.

## Carrera en solitario

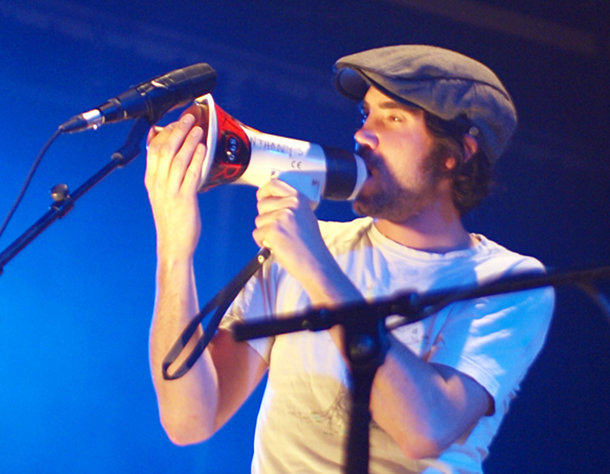
Watson cantando a través de un megáfono, que se utiliza para deformar y el bucle de su voz, durante una actuación en 2009.

Watson co-escribió y actuó en varias canciones en el álbum de 2007 Ma Fleur The Cinematic Orchestra 's incluyendo la canción de apertura To build a home" (Construir un hogar). Su remezcla de "Missing you" de The Lumineers and "Guy Doune", del álbum de 2006 The  Champion Remix Album,  alcanzó el número 1 en CBC Radio 3' carta R3-30  a principios de 2007.
Watson ha estado de gira con varios artistas, incluyendo a John Cale, The Cinematic Orchestra, Cold War Kids, Amon Tobin, The Dears, Feist y James Brown.

## Patrick Watson (banda)
Después de componer música y editar discos de varios estilos, Watson formó un grupo con el guitarrista Simon Angell, el percusionista Robbie Kuster, y el bajista Mishka Stein. La banda ha tocado con artistas como James Brown, The Dears, Philip Glass y el Stills.
En una entrevista, Watson dijo con respecto a su banda:

"So we as a band are called Patrick Watson. How it started was that originally, some years ago, we were asked to do some music to accompany a book of photography. Having built a CD to go with all these images we thought it would be fun to do it live and it worked really well and people freaked. We didn't really think we were gonna be a band at that point but over a period of five or six years we got to a point where it became very difficult to change the name. It was difficult to find a name that suited us especially as we had such an eclectic music style. The second album was a kind of middle point, and now here we are at this third album which is much more song orientated."

La banda recibió una nominación para Artista Revelación del Año en los premios Juno 2007.
El 10 de julio de 2007, "Close to Paradise"  ganó el Premio de Polaris Music de 2007.  Su álbum de 2009 Wooden Arms  fue finalista para el premio de 2009.
La banda es conocida por el uso de objetos inusuales para hacer sonidos en su música; por ejemplo, Watson "toca" una bicicleta en el estudio en la canción "Beijing". y el percusionista Robbie Kuster utilizaron dos cucharas para crear un efecto de trémolo de una guitarra acústica en la apertura del "Man Like You".
Después de varios años de gira internacional que incluye espectáculos en regiones tan distantes como Pekín con Split Works en 2010, el grupo regresó a Montreal en 2011 para grabar su cuarto álbum de estudio, "Adventures in your own Backyard",  que fue lanzado internacionalmente en abril de 2012. El álbum marca un cambio sutil en el estilo de la banda a un sonido más simple y menos experimental, descrito por un crítico como "un baño de ensueño de la cámara-pop y cabaret de lujo, menos extravagante sin la percusión de los utensilios de cocina o de ruedas de bicicleta de Wooden  de Arms  y un poco más cercano a la tierra Close to Paradise  ". Antes del lanzamiento del álbum, la banda se presentó en el South by Southwest en Austin, Texas, en el que fueron nombrados por la revista Rolling Stone  como uno de los 25 "actos imperdibles" del festival. La banda estuvo de gira en apoyo del nuevo álbum de abril a julio de 2012.
En septiembre de 2013, Watson creó una camiseta para el Proyecto Yellow Bird para recaudar dinero para Cape Farewell, una organización que tiene como objetivo instigar la conciencia cultural del cambio climático.

## En la cultura popular
La canción "The Great Escape" se presentó en el episodio 16 de la tercera temporada de Anatomía de Grey,  que se emitió el 15 de febrero de 2007, en un comercial de Tropicana Canadá, en la película Una Semana  con Joshua Jackson, en la película de 2010 El alto costo de estar,  la temporada 2 final del Mundial de Jenks,  y en la película 2008 Maman est chez le Coiffeur. La canción también fue utilizada para el final del programa de televisión ReGenesis.  Además, la canción "Noisy Sunday" se presentó en el estreno de la temporada 3 del programa de televisión The Walking Dead.  La canción también apareció en la película independiente 2012 Struck by Lighthing.  Las canciones "Big Bird in a Small Cage", "Into Giants", "Blackwind" y "Lighthouse" se presentaron en la película de 2013 What if.  La canción "Good Morning Mr. Wolf" se presentó en la temporada 3 episodio 10 de Ray Donovan en 2015.
En 2008, Watson compone toda la banda sonora de la película franco-canadiense, C'est pas moi [[]] je le jure!  . La banda sonora cuenta con las colaboraciones de Elie Dupuis y la estrella de la película, que tenía de 12 años de edad en ese momento.
La canción del "Lighthouse" del álbum  Adventures in Your Own Backyard   se presentó en los programas de televisión American Idol, Haven  y The Blaklist,  además de la película de Yves Saint Laurent
La canción "Lighthouse" aparece en el anuncio de IKEA en el Reino Unido.

## Discografía

### Solo
- 2001: Waterproof9

### Banda
- 2003: Just Another Ordinary Day
- 2006: Close to Paradise
- 2009: Wooden Arms
- 2012: Adventures in Your Own Backyard
- 2015: Love Songs for Robots
- 2019: Wave
- 2022: Better In The Shade